# Nagroda Sztuki im. Marii Anto i Elsy von Freytag-Loringhoven
Nagroda Sztuki im. Marii Anto i Elsy von Freytag-Loringhoven – przyznawana od 2018 r. międzynarodowa nagroda dla artystek sztuk wizualnych, nadawana przez Fundację Miejsce Sztuki w Warszawie.

## Historia
Nagroda Sztuki im. Marii Anto i Elsy von Freytag-Loringhoven została ustanowiona przez artystki dla artystek i jest nadawana przez Fundacja Miejsce Sztuki. Jest to pierwsza międzynarodowa nagroda w dziedzinie sztuki w Polsce. Początkowo planowana była jako przedsięwzięcie częściowo finansowane społecznie.
Inauguracja nagrody odbyła się w 2018 w ramach retrospektywy twórczości Marii Anto (wybitnej polskiej malarki) w Zachęcie Narodowej Galerii Sztuki (7.11.2017–4.02.2018) i we współpracy z Fundacją Arton. Oficjalne ustanowienie nagrody miało miejsce w Zachęcie 1 lutego 2018 podczas dyskusji pt. Malarka. Malarki. Malarstwo (w dyskusji udział wzięły artystki: Agnieszka Brzeżańska, Zuzanna Hertzberg, Olga Wolniak, Dorota Podlaska oraz Zuzanna Janin, a moderatorką była dziennikarka Anna Sańczuk). 
Ogłoszenie pierwszych laureatek i ceremonia wręczenia nagród odbyły się w 15 grudnia 2018 w Zachęcie Narodowej Galerii Sztuki. Ustanowienie Nagrody w 2018 wpisywało się również w obchody setnej rocznicy zdobycia przez Polki pełni praw wyborczych. Druga edycja odbyła się w 2019 w Muzeum Sztuki Nowoczesnej w Warszawie, a kolejna w 2020 na spotkaniu ZOOM online. VI edycja Nagrody Sztuki (2023) oraz kolejna, VII (2024), zostały ponownie wręczone w MSN w Warszawie.

## Cel
Celem nagrody jest promocja twórczości kobiet, w szczególności artystek zaangażowanych społecznie. Jak wskazują organizatorki, Nagroda ma na celu "wsparcie i docenienie wybitnych osiągnięć w dziedzinie sztuki współczesnej i obszarach brzegowych, granicznych sztuk wizualnych, ale także promocję w obszarze sztuki postaw osób równolegle działających na rzecz innych: środowiska, otoczenia, wartości, nowoczesności i demokracji.

W pierwszych kilku edycjach Nagroda przeznaczona jest wyłącznie dla kobiet, czego celem jest wyrównanie tzw. gender gap w sztuce. Jak przekonuje Kapituła Nagrody: 
Chcemy doszacować i dowartościować ważne artystki w Polsce i za granicą, aby wyrównać skandaliczny brak równowagi między docenieniem sztuki oraz postaw artystek i artystów. Wśród artystek widzimy olbrzymi potencjał przełomowych, radykalnych, nowoczesnych postaw.

## Matronki

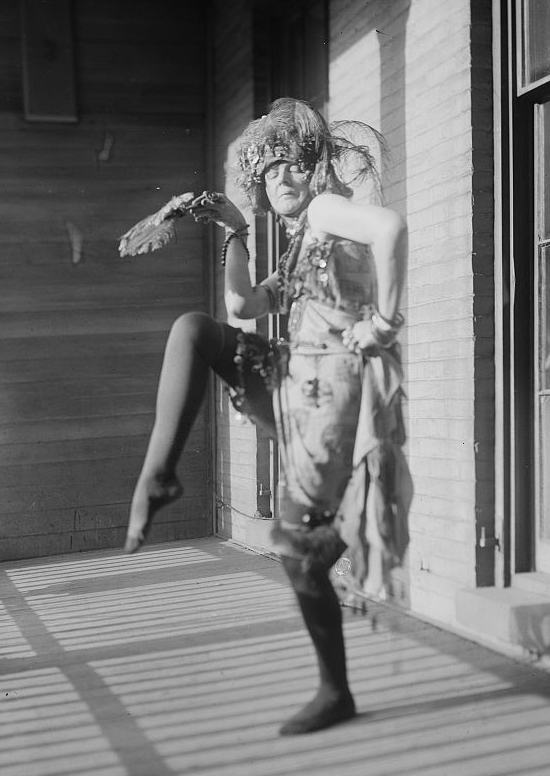
Elsa von Freytag-Loringhoven

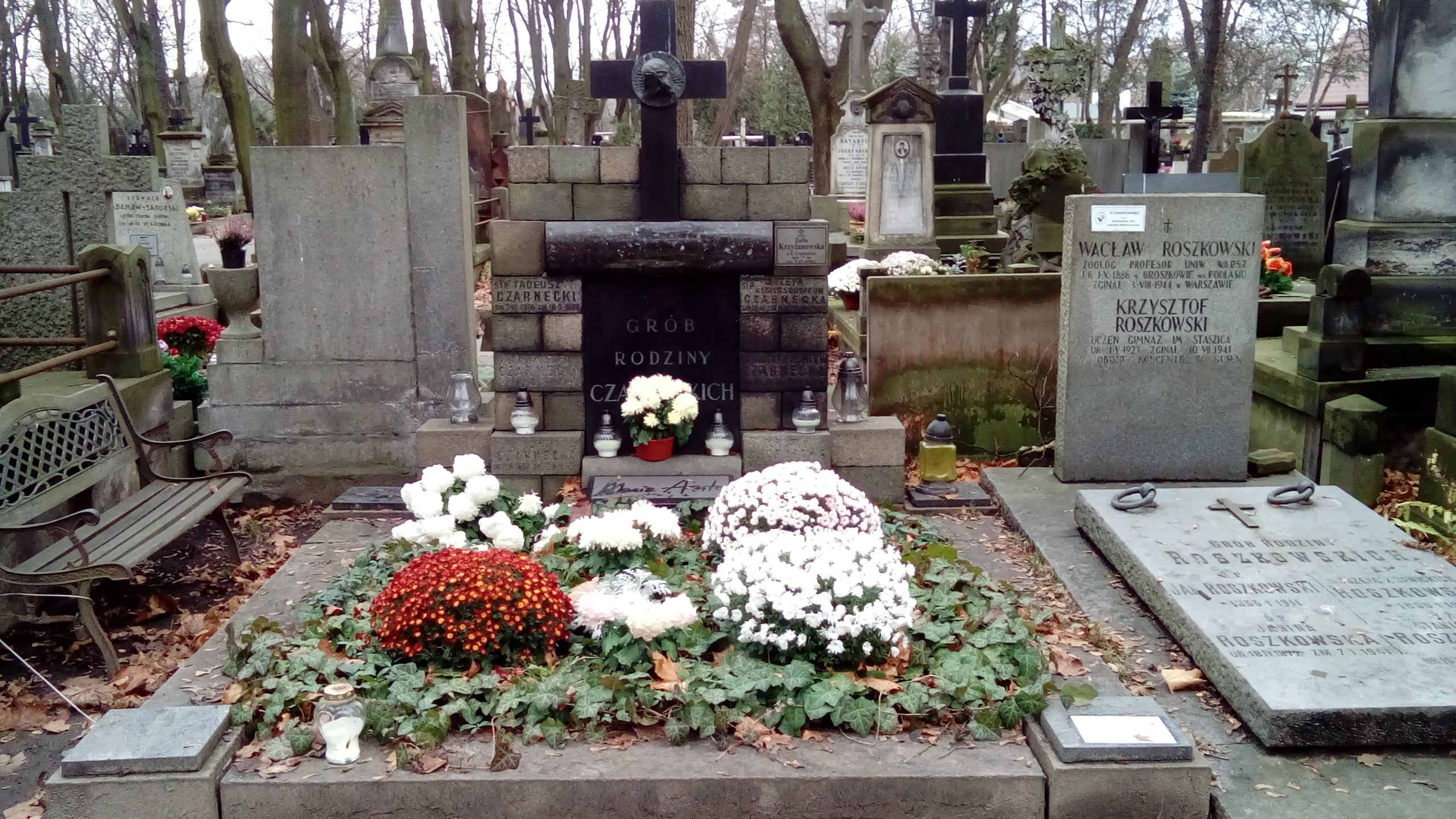
Grób Marii Anto na Cmentarzu Powązkowskim

Patronkami Nagrody są dwie artystki: polska malarka Maria Anto (1936–2007) oraz niemiecka dadaistka Elsa von Freytag-Loringhoven (1874–1927).
Data nadania nagrody została ustanowiona na dzień 15 grudnia każdego roku, który jest zarówno dokładną rocznicą urodzin Anto, jak i rocznicą śmierci von Freytag.
W 2023 r. matronkami nagrody zostały Teresa Tyszkiewicz i Hannah Höch, a w 2024 r. Maria Pinińska-Bereś i Germaine Richer.

## Laureatki
Nagrodę przyznaje się w kategoriach:
- Nagroda nagroda za odwagę, przełamywanie i przekraczanie granic dla młodej artystki polskiej,
- Nagroda za wybitny dorobek i postawę artystyczną dla artystki polskiej,
- Nagroda za wybitny dorobek i postawę artystyczną dla artystki zagranicznej

- Nagroda specjalna za wspieranie obecności i widoczności kobiet w edukacji i kulturze (przyznana po raz pierwszy w 2020 roku)[8][12][13][14][1].

| Rok                                                     | Nagroda dla młodej artystki polskiej | Nagroda dla artystki polskiej | Nagroda Honorowa dla artystki zagranicznej | Nagroda za wspieranie obecności i widoczności kobiet w edukacji i kulturze | Kapituła |
| ------------------------------------------------------- | ------------------------------------ | ----------------------------- | ------------------------------------------ | -------------------------------------------------------------------------- | --- |
| 2018                                                    | Adelina Cimochowicz                  | Katarzyna Górna               | Carolee Schneemann                         | -                                                                          | Dorota Monkiewicz, Hanna Wróblewska, Michał Jachuła, Katarzyna Kasia, Marika Kuźmicz, Paulina Ołowska, Zuzanna Janin, Roman Cieślak                               |
| 2019                                                    | Katarzyna Kukuła                     | Teresa Gierzyńska             | Phyllida Barlow                            | -                                                                          | Aneta Szyłak, Hanna Wróblewska, Marika Kuźmicz, Michał Jachuła, Katarzyna Kasia, Paulina Ołowska, Zuzanna Janin, Katarzyna Górna, Roman Cieślak                   |
| 2020                                                    | Małgorzata Mirga-Tas                 | Olga Wolniak                  | Barbara Kruger                             | Akademia Sztuki w Szczecinie                                               | Aneta Szyłak, Hanna Wróblewska, Michał Jachuła, Katarzyna Kasia, Paulina Ołowska, Teresa Gierzyńska, Melania Baranowska, Zuzanna Janin, Roman Cieślak             |
| 2021                                                    | Ania Nowak                           | Mariola Przyjemska            | Bracha L. Ettinger                         | Iwona Demko                                                                | Hanna Wróblewska, Dorota Monkiewicz, Michał Jachuła, Luiza Nader, Marika Kuźmicz, Paulina Ołowska, Zuzanna Janin, Olga Wolniak, Melania Baranowska, Roman Cieślak |
| 2022                                                    | Edna Baud                            | Joanna Rajkowska              | Catherine Opie                             | Liliana Zeic Marika Kuźmicz Seminarium Feministyczne Katy Hessel           | Hanna Wróblewska, Dorota Monkiewicz, Michał Jachuła, Luiza Nader, Aneta Szyłak, Paulina Ołowska, Iwona Demko, Zuzanna Janin, Melania Baranowska                   |
| 2023 – matronki: Teresa Tyszkiewicz i Hannah Höch       | Marta Romankiv                       | Anna Zaradny                  | Doris Salcedo                              | Aneta Szyłak                                                               | Hanna Wróblewska, Luiza Nader, Magdalena Ujma, Marta Dzido, Liliana Zeic, Melania Baranowska, Zuzanna Janin                                                       |
| 2024 – matronki: Maria Pinińska-Bereś i Germaine Richer | Pamela Bożek                         | Jolanta Marcolla              | Kaffe Matthews                             | Galeria Czas Kobiet (Fundacja Czas Kobiet, Poznań)                         | Luiza Nader, Magdalena Ujma, Julia Stachura, Anna Zaradny, Melania Baranowska, Zuzanna Janin                                                                      |

## Kapituła
W Kapitule Nagrody zasiadali i zasiadały:
- Hanna Wróblewska (dyrektorka Zachęty Narodowej Galerii Sztuki) – 2018–2023,
- Michał Jachuła (kurator Zachęty Narodowej Galerii Sztuki) – 2018–2022,
- Roman Cieślak (Honorowy Członek Kapituły, rodzina Marii Anto) – 2018–2021,
- Zuzanna Janin (artystka sztuk wizualnych, Prezeska Fundacji Miejsce Sztuki, rodzina Marii Anto) – 2018–2024,
- Katarzyna Kasia (Prorektora Wydziału Zarządzania Kulturą Wizualną ASP w Warszawie) – 2018–2020,
- Marika Kuźmicz (badaczka sztuki, ASP Warszawa, Prezeska Fundacji Arton) – 2018–2019, 2021,
- Dorota Monkiewicz (kuratorka CRP Orońsko, była dyrektorka Muzeum Współczesnego Wrocław) – 2018, 2021–2022,
- Paulina Ołowska (artystka sztuk wizualnych) – 2018–2022,
- Aneta Szyłak (Pełnomocniczka NOMUS Nowego Muzeum Sztuki oddziału Muzeum Narodowego w Gdańsku) – 2019–2020, 2022
- Melania Baranowska (fotografka, rodzina Marii Anto) – 2020–2024,
- Luiza Nader (historyczka sztuki) – 2021–2024,
- Marta Dzido (pisarka, dziennikarka i reżyserka) – 2023[10]
- Magdalena Ujma (kuratorka i historyczka sztuki) – 2023[10]
- Julia Stachura (kuratorka i historyczka sztuki) – 2024.

Od drugiej edycji do Kapituły zapraszane są również Laureatki z lat poprzednich:
- Katarzyna Górna (artystka wizualna, Laureatka Nagrody Sztuki w 2018) – 2019,
- Teresa Gierzyńska (artystka sztuk wizualnych, Laureatka Nagrody Sztuki w 2019) – 2020,
- Olga Wolniak (artystka wizualna, Laureatka Nagrody Sztuki w 2020) – 2021[15][24][39].
- Iwona Demko (artystka wizualna, Laureatka Nagrody Sztuki w 2021) – 2022
- Liliana Zeic (artystka wizualna, Laureatka Nagrody Sztuki w 2022) – 2023[43]
- Anna Zaradny – (artystka wizualna i muzyczna, Laureatka Nagrody Sztuki w 2023) – 2024.

## Statuetka
Statuetki to unikatowe, dedykowane poszczególnym laureatkom obiekty rzeźbiarskie autorstwa Zuzanny Janin. Mają one formę kuli o średnicy ok. 20 cm; wykonane są techniką kolażu z użyciem fotografii i żywicy epoksydowej.